# Darnieulles
Darnieulles è un comune francese di 1 498 abitanti situato nel dipartimento dei Vosgi nella regione del Grand Est.

## Storia

### Simboli
Lo stemma adottato dal comune riunisce i blasoni di tre famiglie che si sono succedute a Darnieulles. La prima, dell'XI sec., portava tre fasce e una stella in punta; la seconda, del XV-XVI sec., che discendeva da un figlio illegittimo del duca Carlo II di Lorena, portava una banda caricata di tre alerioni, ma d'argento e non d'oro. La terza, del XVII-XIX secolo, era la famiglia de Gellenoncourt (d'oro, al leopardo di rosso).

## Società

### Evoluzione demografica
Abitanti censiti